# 拉雷利清真寺
拉雷利清真寺（土耳其語：Laleli Camii）是一座建于奥斯曼帝国时期的的清真寺，位于土耳其伊斯坦布尔法提赫区。

## 历史
拉雷利清真寺由穆斯塔法三世苏丹建于1760–1763年，巴洛克风格，建筑师穆罕默德·塔希尔·阿迦。
1783年，该寺毁于大火，随后重建。1911年的火灾摧毁了伊斯兰经学院，随后的筑路工程又摧毁了该寺许多其他的辅助建筑。

## 外观
该清真寺建于高台上，下面的店铺租金用于维持清真寺的支出。清真寺本身的下方是一个大厅，有8根巨柱，中心为喷泉。
清真寺沿西北-东南轴线布置，西北有矩形庭院，约为祈祷大殿的两倍大，设有拱廊和沐浴喷泉。

## 内部
拉雷利清真寺的墙壁等处装饰有红，蓝，黄，棕各色珍贵的大理石，以及玛瑙和碧玉。内部光线充足，有许多白色和彩色玻璃窗户。穹顶的直径12.5米，高24.5米。

## 建筑群
拉雷利清真寺的庫里耶建筑群大部分已经消失，仅存穆斯塔法三世一家的八角形圆顶陵墓，内部装饰着伊兹尼克瓷砖和书法。
1922年，在清真寺旁，1911年被烧毁的伊斯兰经学院的所在地，建起了飞机公寓（Tayyare Apartmanları）。该建筑被改建为一家五星级酒店。